# Marie-Pierre Abgrall
Pour les articles homonymes, voir Abgrall.
Marie-Pierre Abgrall est une surfeuse professionnelle française née le 20 septembre 1974 au Congo.

## Biographie
En 2002, au terme de sa saison sur le circuit WQS, elle est devenue la première surfeuse française, toutes catégories confondues, à se qualifier sur le circuit mondial WCT.  
Après 5 années passées sur le circuit professionnel, en janvier 2006 elle prend en charge le team « Rip Curl Girls Européen ».
Marie-Pierre Abgrall devient, à 32 ans, organisatrice de compétitions.

## Palmarès

### Titres
- 2024 : Championne de France Masters.
- 2004 : Championne d'Europe EPSA.
- 2003 : Championne de France.
- 1995 : Championne d'Europe ASP.
- 1991 : Championne d'Europe ASP.

### Podiums
- 1999 : Vice-championne d'Europe ASP.
- 1997 : Vice-championne  d'Europe ASP.

### Victoires
- 1e au Pantin Classic, Pantin, Espagne (WQS 4 étoiles)

### WCT et WQS
- 2004 : 12e en WQS
- 2003 : 12e en WCT et rétrogradée en WQS
- 2002 : 15e en WQS et qualifiée pour le WCT 2003

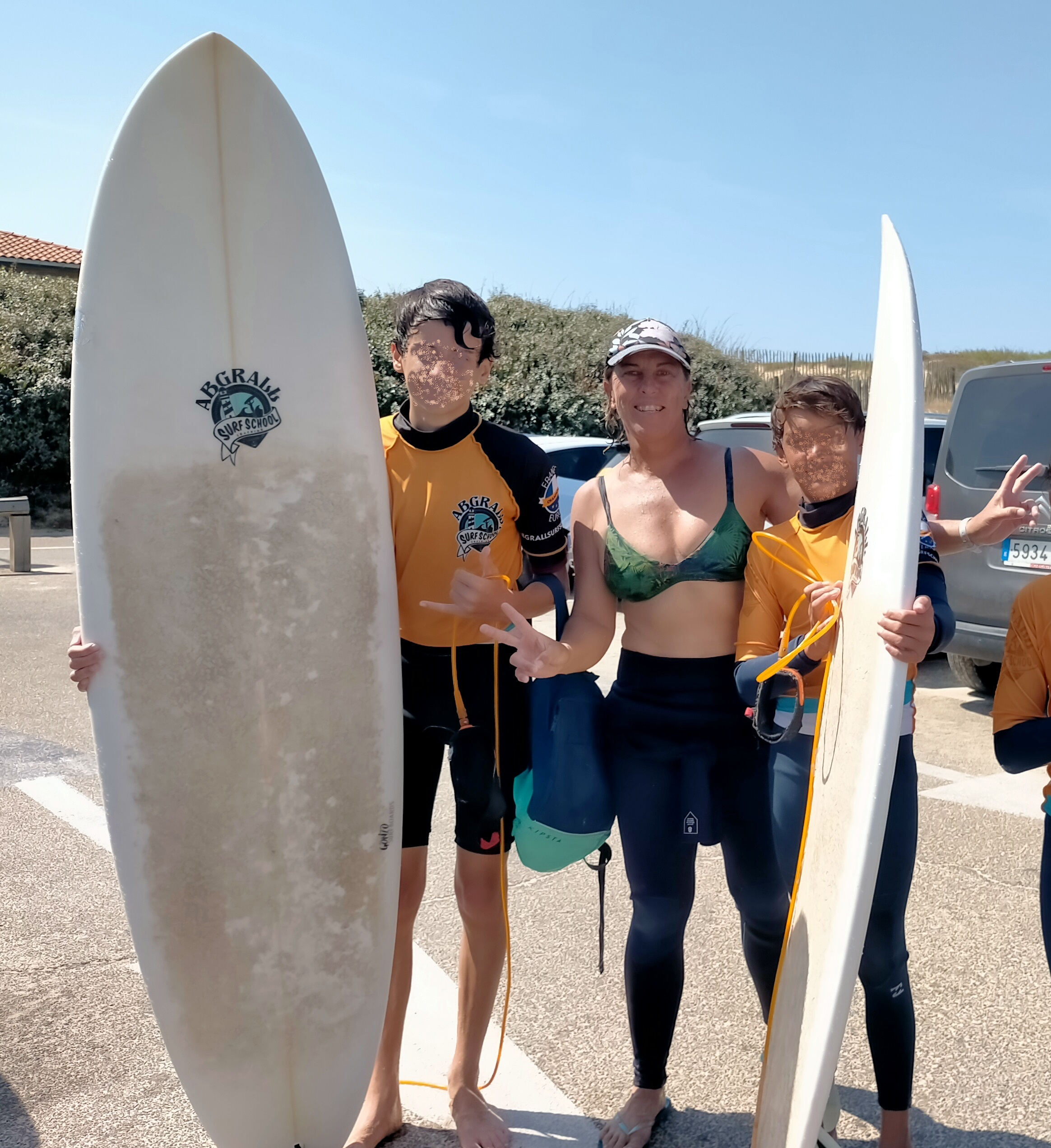
Avec des élèves de son école, l' Abgrall Surf School